# Laura Mancinelli
Laura Mancinelli (Udine, 18 dicembre 1933 – Torino, 7 luglio 2016) è stata una scrittrice, germanista, medievista e traduttrice italiana.

## Biografia
Figlia secondogenita di Smeraldo Mancinelli (1906-1987), impiegato alla Banca d’Italia, e di Adelia Ferrari (1903-1983), insegnante di matematica alle superiori, Laura Mancinelli nacque a Udine nel 1933. Dopo un periodo di brevi soggiorni trascorsi tra Rovereto e Mantova, dove visse la prima infanzia, si trasferì stabilmente con la famiglia a Torino nel 1937. Nella prima metà degli anni '40, all'apice del conflitto, dovette sfollare in più di una occasione assieme ai genitori e ai fratelli, a causa dei continui e pesanti bombardamenti subiti dalla città, all'epoca principale centro industriale del paese.
Conseguì la maturità classica al "Cavour". All'Università di Torino, dove conobbe Claudio Magris, studiò letteratura tedesca con il professor Leonello Vincenti. Si laureò nel 1956 in lettere moderne con una tesi dal titolo Conrad Ferdinand Meyer, poeta epico lirico.
Dopo la laurea insegnò per tredici anni nella scuola media, continuando sempre a interessarsi e a lavorare sulla cultura tedesca medievale. Nel 1969 ha pubblicato il suo primo saggio La canzone dei Nibelunghi. Problemi e valori, mentre su consiglio del collega e amico Claudio Magris, nel 1972 ha curato e tradotto dall'originale il volume I Nibelunghi (poema in forma epica cavalleresca composto di 2400 quartine in rima baciata, raggruppati e articolati in 39 canti risalente al XIII secolo); questo lavoro fu decisivo per tutte le sue successive opere di germanista e saggista concluse con Da Carlo Magno a Lutero. La letteratura tedesca medievale, pubblicato nel 1996.

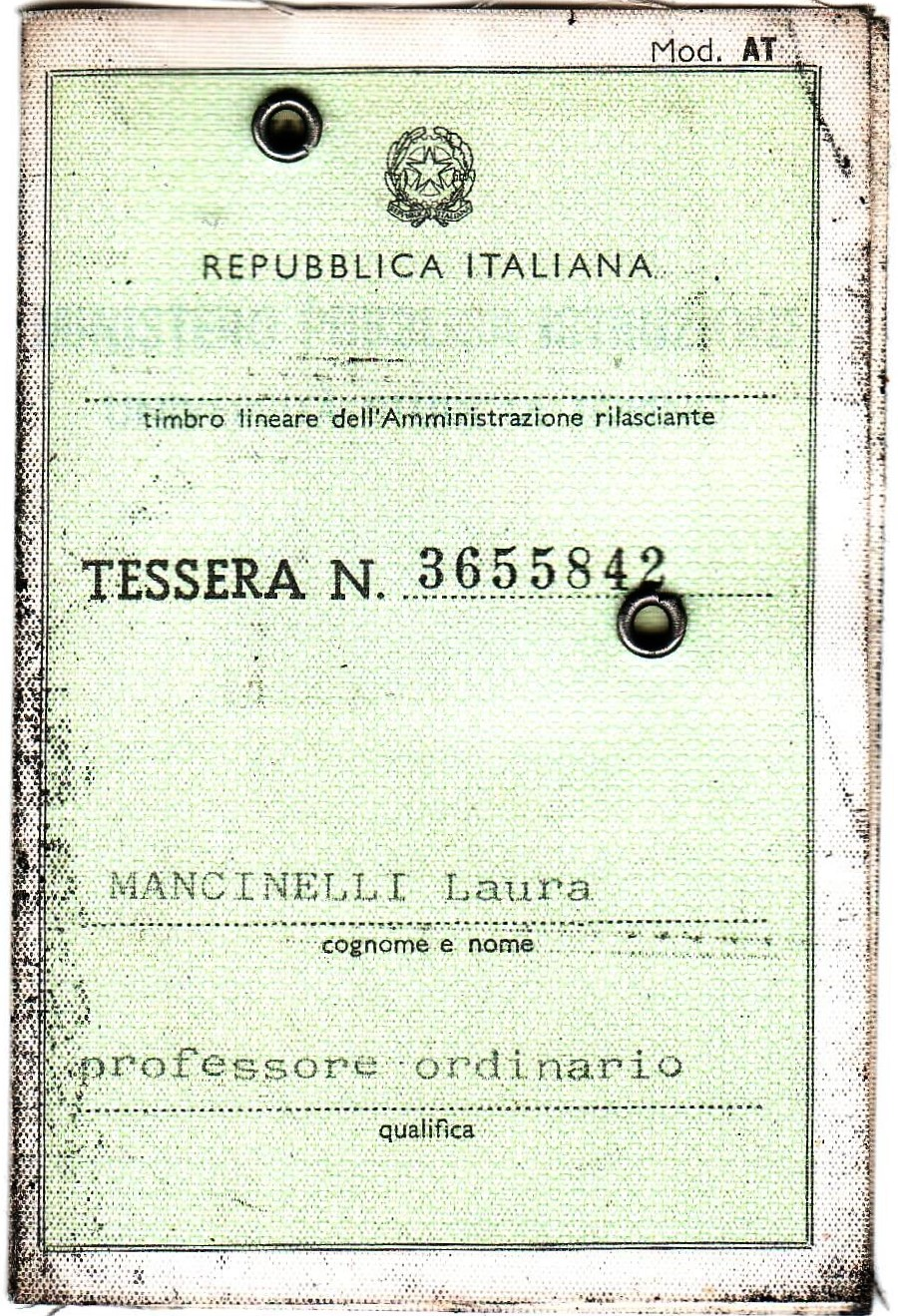

Negli anni settanta lasciò la scuola media per insegnare filologia germanica all'Università di Sassari, dove conobbe il collega ispanista Cesare Acutis che diventerà suo compagno fino alla morte prematura nel 1987. A Sassari si fermò due anni, poi, chiamata a Venezia dal germanista Ladislao Mittner, nel 1976 istituì la prima cattedra di storia della lingua tedesca all'Università Ca' Foscari. Dal 1981 al 1994 insegnò ininterrottamente filologia germanica presso l'Università di Torino.
Dei poemi medievali oltre a I Nibelunghi (1972) tradusse in versi italiani il Tristano di Gottfried von Straßburg (1978) e il Gregorio e Il povero Enrico di Hartmann von Aue (1989). Nel 1993 ha curato la versione del Parzival di Wolfram von Eschenbach, tradotto da Cristina Gamba. Tutti poemi composti tra il XII secolo e il XIII secolo nella Germania meridionale, per un totale di circa 50.000 versi. Ne vennero pubblicati quattro volumi dei prestigiosi “I millenni” di Einaudi.
Nel 1981 Laura Mancinelli ha esordito nella narrativa con I dodici abati di Challant, breve romanzo di cui l'autrice aveva iniziato la stesura nel 1968. Sono seguiti i lunghi racconti Il fantasma di Mozart nel 1986 e Il miracolo di santa Odilia nel 1989.
Altre opere sono state: Amadé, racconto del soggiorno torinese di Mozart adolescente; La casa del tempo; Gli occhi dell'imperatore, vincitore del Premio Rapallo nel 1994; Raskolnikov; I tre cavalieri del Graal e Il principe scalzo.
Nel 1990, per la produzione del Roy Hart Theatre di Malérargues, scrisse il testo teatrale Notte con Mozart che va in scena in prima assoluta nell'autunno dello stesso anno. Lo spettacolo fu messo in scena per la prima volta in Italia nel 1999, presso il Piccolo Regio di Torino.
Nel 1997 uscì Il mistero della sedia a rotelle, il primo romanzo della fortunata serie di gialli umoristici con le inchieste del capitano di polizia Florindo Flores, che è valso alla scrittrice il premio "Cesare Pavese".
A temi più seri tornò nel 2000 con Attentato alla Sindone, quando andò a fuoco la cappella del Duomo di Torino (contenente la Sacra Sindone) costruita dal Guarino Guarini e che la scrittrice amava molto per i giochi di luce ottenuti dall’architetto del seicento con cristalli molati.
Nel 2001 La sacra rappresentazione poi ristampata col titolo La lunga notte di Exilles (2006), è una specie di vacanza dello spirito su uno sfondo storico, il passaggio del Forte di Exilles dalla Francia (Delfinato) ai Savoia, avvenuto dopo una notte di baldoria della guarnigione francese nel 1708. Nello stesso anno l'autrice lavorava contemporaneamente a un romanzo autobiografico che la impegnò per diversi anni e uscì nel 2002 dal titolo Andante con tenerezza, ristampato nel 2007 con contenuto immutato. Il romanzo ricevette nel 2003 il “Premio via Po”.
Nel 2002 pubblicò Biglietto d'amore, una storia ispirata allo splendido manoscritto di fine Trecento che raccoglie le poesie d’amore dei cosiddetti “Minnesänger”, cantori d’amore tedeschi compresi tra la fine del XII secolo e la fine del XIV secolo, arricchito di una miniatura a tutta pagina (in folio) per ogni autore. Il titolo del romanzo riporta il primo verso di una poesia di Johannes Hadlaub, che giovanissimo fu mandato dal suo padrone, il ricco mercante zurighese Rüdiger Manesse, a trascrivere tutte le poesie ancora reperibili conservate nei castelli e nei conventi (“Codex Palatinus Germanicus” della Biblioteca Palatina di Heidelberg, meglio conosciuto come “Codex Manesse”).
Nel 2011 pubblicò per Einaudi il romanzo Due storie d'amore, libera interpretazione della storia di due celebri coppie di amanti, Crimilde e Sigfrido, Tristano e Isotta.
Morì a Torino il 7 luglio 2016 in seguito a ricovero dovuto a complicanze legate alla sclerosi multipla insorta all'inizio negli anni Novanta. I funerali, in forma laica, si sono svolti nel Monumentale di Torino. Il corpo è stato cremato e le sue ceneri riposano nel piccolo cimitero di Exilles in Val di Susa, dove la scrittrice aveva ambientato uno dei suoi romanzi.
Molti dei suoi romanzi sono stati tradotti in inglese, francese, tedesco, spagnolo, portoghese, olandese, polacco, russo.

## Opere

### Saggistica
- Il canto di un contadino in terra straniera: ritratto di J. Gaudenz von Salis-Seewis, Cenobio, n. 9-10, 1958.
- La "Nibelungenforschung" di Andreas Heusler alla luce della critica più recente, Torino, Giappichelli, 1965.
- La canzone dei Nibelunghi. Problemi e valori, Torino, Giappichelli, 1969.
- Una proposta sull'origine dell'articolo indeterminativo nei volgari medioevali, estr. da: Sigma rivista trimestrale di letteratura, p. 90-104, dicembre 1969.
- Per una lettura razionalistica dell'avanguardia: appunti sul dadaismo tedesco e sul "Gruppo di Vienna", Torino, S.l., 197-?.
- Memoria e invenzione: introduzione alla letteratura del Nibelungenlied, Torino, Einaudi, 1972.
- Lutero tra mistica e tomismo: alcune osservazioni sulla "forma breve del Padrenostro", Firenze, estr. da: Studi di letteratura religiosa tedesca, p. 257-284, 1972.
- Introduzione allo studio dell'articolo indeterminativo nell'alto tedesco antico e nell'antico sassone, estr. da: Atti dell'Istituto Veneto di Scienze Lettere ed Arti, 1974.
- Il messaggio razionale dell'avanguardia, Torino, Einaudi, 1978.
- Tra montaggio e retorica classica: analisi della Begrüßung des Aufsichtsrates (Peter Handke), Genova, Nuova Corrente, n. 79-80, p. 563-575, 1979.
- La letteratura religiosa delle origini, estr. da: Studi germanici, 1981-1982.
- La nascita del Bildungsroman nella letteratura tedesca medievale, Liguori Editore estr. da: Autocoscienza e Autoinganno - Saggi sul romanzo di formazione, p. 9-28, dicembre 1985.
- Diversi modelli di cavaliere nel romanzo cortese tedesco, Genova, L'immagine riflessa, 1989.
- Tempeste e bonacce nel Tristano di Gottfried, Cagliari, Naufragi: atti del convegno di studi, 8-9-10 aprile, 1992.
- Da Carlo Magno a Lutero. La letteratura tedesca medievale, Torino, Bollati Boringhieri, 1996.

### Traduzioni
- I Nibelunghi, Torino, Einaudi, 1972, ISBN 978-88-06-23661-8.
- Gottfried von Straßburg, Tristano, Torino, Einaudi, 1978, ISBN 978-88-06-13616-1.
- Heimito von Doderer, I demoni. Dalla cronaca del caposezione Geyrenhoff, (3 voll.; con Clara Bovero e Anita Rho), Torino, Einaudi, 1979.
- Hartmann von Aue, Gregorio e Il povero Enrico, Torino, Einaudi, 1989.
- Konrad Bayer, La testa di Vitus Bering, Alessandria, Edizioni dell'Orso, 1993.

### Narrativa
- I dodici abati di Challant, Torino, Einaudi, 1981, ISBN 978-88-06-22077-8.
- Il fantasma di Mozart, Torino, Einaudi, 1986.
- Il miracolo di santa Odilia, Torino, Einaudi, 1989, ISBN 978-88-06-22077-8.
- Amadé, Latina, L'Argonauta, 1990.
- La tastiera insanguinata, Belgioioso, Luigi Guardamagna, 1991.
- La casa del tempo, Casale Monferrato, Piemme, 1993.
- I racconti della mano sinistra, Casale Monferrato, Piemme, 1994.
- Gli occhi dell'imperatore, Torino, Einaudi, 1994, ISBN 978-88-06-22077-8.
- Raskolnikov, Torino, Einaudi, 1996.
- I tre cavalieri del Graal, Torino, Einaudi, 1996, ISBN 978-88-06-22399-1.
- Il principe scalzo, Torino, Einaudi, 1999, ISBN 978-88-06-22611-4.
- Attentato alla Sindone, Torino, Einaudi, 2000.
- La musica dell'isola, Novara, Interlinea edizioni, 2000.
- La lunga notte di Exilles, Torino, Einaudi, 2001.
- Biglietto d'amore, Torino, Einaudi, 2002, ISBN 978-88-06-19327-0.
- Andante con tenerezza, Torino, Einaudi, 2002.
- I colori del cuore, Torino, Einaudi, 2005, ISBN 978-88-06-19327-0.
- Un misurato esercizio della cattiveria, Torino, Einaudi, 2005.
- Il ragazzo dagli occhi neri, Torino, Einaudi, 2007, ISBN 978-88-06-19327-0.
- Natale sotto la Mole, Novara, Interlinea edizioni, 2008.
- Due storie d'amore, Torino, Einaudi, 2011.
- Un peccatore innocente, Torino, Einaudi, 2013.
- Il passato è presente, Torino, Einaudi, 2014, ISBN 978-88-06-22280-2.

### Gialli
- I casi del capitano Flores. Il mistero della sedia a rotelle, Torino, Einaudi, 1997.
- I casi del capitano Flores. Killer presunto, Torino, Einaudi, 1998.
- I casi del capitano Flores. Persecuzione infernale, Torino, Einaudi, 1999.
- I fantasmi di Challant, Torino, Einaudi, 2004.
- Il «Signor Zero» e il manoscritto medievale, Torino, Einaudi, 2006.
- Gli occhiali di Cavour, Torino, Einaudi, 2009.

### Narrativa per l'infanzia
- Ubaldo il galletto che amava la musica di Ravel. Vita e opinioni del polpo chiamato Arturo, Torino, L'angolo Manzoni, 2011.

### Teatro
- Notte con Mozart, Latina, L'Argonauta, 1991.

### Edizioni scolastiche
- con Dario Fogliato, Harley Bergagna, Epica. Antologia della poesia eroica per la scuola media, 1964, Torino, Aiace.

## Riconoscimenti
- Nel 1974 nell'ambito della IV Edizione del Premio “Monselice” il Premio “Leone Traverso” opera prima[21] per la traduzione de I Nibelunghi
- Nel 1981 Premio Mondello opera prima di letteratura[22] per il romanzo I dodici abati di Challant
- Nel 1989 Premio Città di Roma per il romanzo Il miracolo di santa Odilia
- Nel 1994 Premio Rapallo per il romanzo Gli occhi dell'imperatore[11]
- Nel 1997 Premio Cesare Pavese[23] per il romanzo I casi del capitano Flores. Il mistero della sedia a rotelle
- Nel 2003 Premio “Via Po”[16][24] per il romanzo autobiografico Andante con tenerezza
- Nel 2008 Premio alla Carriera[25]

## Intitolazioni
Nel 2018 presso il Forte di Exilles si è svolta la premiazione della Prima Edizione del Premio Letterario istituito a suo nome.
Nel 2021 al Mausoleo della Bela Rosin, il suo nome insieme a quello di altre 14 scrittrici italiane viene ricordato tramite la piantumazione nel parco di 15 rose.